# 交響曲第1番 (ラフ)
交響曲第1番ニ長調「祖国に寄す」作品96は、ヨアヒム・ラフが1859年から1861年にかけて作曲した交響曲。

## 作曲の経緯
この作品は、ラフの交響曲のうち、番号付きのものとして最初のものである。しかし、彼が書いた最初の交響曲ではない。彼は1854年に『大交響曲ホ長調』WoO.18を作曲しているが、5つの楽章のうち2つしか残っていない。
ラフは、この交響曲を、ウィーンで行なわれた、ウィーン楽友協会が後援する作曲コンクールに応募した。コンクールの審査員はフェルディナント・ヒラー、カール・ライネッケ、ローベルト・フォルクマンとヴィンツェンツ・ラハナーであった。32曲の応募作の中から、この作品が第1位に選ばれた。
この交響曲は、1863年2月にウィーン楽友協会において、ヨーゼフ・ヘルメスベルガーの指揮により初演された。ザクセン＝ヴァイマル＝アイゼナハ大公カール・アレクサンダーに献呈され、1864年にライプツィヒのJ.Schuberth社から出版された。

## 編成
フルート2、オーボエ2、A管クラリネット2、ファゴット2、ホルン4、トランペット2、トロンボーン2、バス・トロンボーン、ティンパニ、弦楽五部。

## 演奏時間
約68分。

## 曲の構成
この交響曲は五つの楽章で構成されている。
1. Allegro
2. スケルツォ Allegro molto vivace (ニ短調)
3. Larghetto (変ロ長調)
4. Allegro dramatico (ト短調)
5. Larghetto sostenuto-Allegro deciso, trionfale (ニ短調-ニ長調)

ラフは、この作品で、1825年にグスタフ・ライヒャルトがエルンスト・アルントの詩に作曲した『ドイツ人の祖国とは何か?』の旋律を広範囲に用いている。
ヨアヒム・ラフの娘、ヘレン・ラフが記した父の伝記によると、「最初の三つの楽章はドイツ人の生命と生活を描いており、第4楽章はドイツの分裂を表している」とのことであり、彼女はさらに「第5楽章は大ドイツの運命に対する嘆きで始まり、その後、未来のドイツ統一と威光の予言的なビジョンを展開するために進行する」と付け加えている。
この交響曲に関して、ラフのノートには「作曲者自身、象徴として、彼自身のオリジナルでない動機（ライヒャルトの旋律）を使用する事を許可されたと感じた」と書かれている。